# Ислямов, Исхак Ибрагимович
Исха́к Ибраги́мович Исля́мов (тат. Исхак Ибраһим улы Ислямов, 27 июня 1865 — 3 июня 1929) — офицер флота Российской империи, гидрограф, исследователь Арктики. В 1914 году объявил о принадлежности России Земли Франца-Иосифа и поднял над ней российский флаг. Участник белого движения и белой эмиграции.

## Биография
Родился 27 июня 1865 года в Кронштадте в семье унтер-офицера 1-го флотского экипажа, татарин по происхождению.
Осенью 1885 года завершил обучение в «Техническом училище Морского ведомства» по штурманскому отделу, получил звание подпоручика корпуса флотских штурманов и был зачислен в «1-й Его императорского высочества генерал-адмирала Константина Николаевича экипаж». Через некоторое время был переведён на клипер «Разбойник» и в 1887—1890 годах совершил на нём кругосветное плавание.
В 1894 году Ислямов закончил гидрографическое отделение «Николаевской морской академии» и в дальнейшем принимал участие в морских экспедициях в качестве гидрографа.
В 1897 году участвовал в экспедиции по исследованию Карабугазского залива в Каспийском море.
Получил звание лейтенанта флота 22 июня 1898 года. С 2 мая по 16 августа 1899 года участвовал в испытательном плавании ледокола «Ермак» под командованием С. О. Макарова к Шпицбергену. В экспедиции вёл метеорологические и гидрографические наблюдения. Накопленные материалы были изложены Ислямовым в статье, опубликованной в журнале «Записки по гидрографии» и затем изданы отдельной книгой. Служба Ислямова на «Ермаке» продолжалась до 1901 года
Принял участие в боях Русско-японской войны 1904—1905 годов в должности старшего штурманского офицера на броненосце «Севастополь» в Порт-Артуре. За проявленный героизм награждён несколькими орденами.
В 1910—1911 годах Ислямов командовал канонерскими лодками «Вихрь» и «Шквал» на реке Амур. 6 декабря 1912 года произведен в капитаны 1-го ранга. Занимал должность начальника речной базы г. Хабаровска.

### Экспедиция к Земле Франца-Иосифа
В 1914 году Ислямова назначили руководителем западной спасательной экспедиции, направленной морским ведомством на розыск пропавших без вести экспедиций Г. Л. Брусилова, Г. Я. Седова и В. А. Русанова.
В экспедиции участвовали четыре судна: барк «Эклипс», пароход «Печора», паровые шхуны «Герта» и «Андромеда». «Эклипс» под командованием Свердрупа должен был пройти на восток Северо-Восточным проходом, а остальные суда — осмотреть район Новой Земли и Земли Франца-Иосифа.
Для поисков впервые в мировой истории использовалась полярная авиация: лётчик Ян Нагурский на гидросамолёте «Фарман МФ-11» исследовал с воздуха льды и побережье Новой Земли на протяжении около 1060 километров.
«Эклипсу», в свою очередь, потребовалась помощь во время зимовки 1914—1915 годов у северо-западного побережья полуострова Таймыр. Эвакуацию части моряков с «Эклипса» произвела сухопутная экспедиция на оленях под руководством Н. А. Бегичева. Освободившись от льдов, «Эклипс» достиг острова Уединения и осенью 1915 года поднял над ним российский флаг.
Шхуна «Герта» под командованием Ислямова на своём пути к острову Нортбрук разминулась с возвращавшейся в то же время в Архангельск шхуной «Святой мученик Фока» экспедиции Седова (с единственными выжившими членами экспедиции Брусилова Альбановым и Конрадом), но послание, оставленное ими на базе Джексона на мысе Флора, было Ислямовым обнаружено. Ислямов водрузил на Земле Франца-Иосифа российский флаг и объявил архипелаг российской территорией.

### Дальнейшая жизнь
В 1915 году проводил работы по углублению входа на Гельсингфорсский рейд. В 1917 году вышел в отставку с военной службы в звании генерал-майора корпуса гидрографов.
В 1917 году был избран членом Гельсингфорсского мусульманского исполкома армии, флота и рабочих.
Принимал участие в Гражданской войне в 1918—1919 годах в составе Белой армии, служил в Одесском военном порту. С конца 1919 года — в белой эмиграции в Константинополе заведовал гидрографической частью Русской морской базы.
Занимал должность вице-председателя совета «Союза морских офицеров», преподавал в Стамбульском морском училище, составил словарь татарских корней в русском языке.
Скончался в Стамбуле в июне 1929 года в возрасте 64 лет.
Сын генерала Ислямова, мичман Яков Ислямов, погиб в 1926 году во время одного из первых авиационных перелётов через Атлантику.